# Spazio affine
Nell'approccio algebrico, lo spazio affine è una struttura matematica strettamente collegata a quella di spazio vettoriale. Intuitivamente, uno spazio affine si ottiene da uno spazio vettoriale facendo in modo che tra i suoi punti non ve ne sia uno, l'origine, "centrale" e "privilegiato" rispetto agli altri. 
Lo spazio affine tridimensionale è lo strumento naturale per modellizzare lo spazio della fisica classica, le cui leggi sono infatti indipendenti dalla scelta di un sistema di riferimento. Come gli spazi vettoriali, gli spazi affini vengono studiati con gli strumenti dell'algebra lineare. 

## Definizione
La nozione di spazio affine può essere definita in molti modi equivalenti. Una delle più comuni è la seguente: sia {\displaystyle \mathbb {A} \neq \varnothing } un insieme e sia {\displaystyle \phi :\mathbb {A} \times \mathbb {A} \to V} una funzione a valori in un {\displaystyle K}-spazio vettoriale {\displaystyle V}.
{\displaystyle (\mathbb {A} ,\phi )} viene detto spazio affine se valgono i seguenti fatti:
1. per ogni punto {\displaystyle P} fissato, l'applicazione che associa a {\displaystyle Q} il vettore {\displaystyle \phi (P,Q)} è una biiezione da {\displaystyle \mathbb {A} } in {\displaystyle V};
2. per ogni terna di punti {\displaystyle P}, {\displaystyle Q}, {\displaystyle R} vale la relazione di Chasles:
{\displaystyle \phi (P,Q)+\phi (Q,R)=\phi (P,R).}

Gli elementi di {\displaystyle \mathbb {A} } vengono chiamati punti affini (o semplicemente punti) mentre l'immagine {\displaystyle \phi (P,Q)} è chiamata vettore applicato da {\displaystyle P} in {\displaystyle Q} ed è indicata generalmente con il simbolo {\displaystyle {\overrightarrow {PQ}}}.

### Definizione alternativa
La definizione seguente è equivalente alla precedente.
Uno spazio affine {\displaystyle \mathbb {A} } è un insieme dotato di una funzione
{\displaystyle f:\mathbb {A} \times V\to \mathbb {A} ,}
dove {\displaystyle V} è uno spazio vettoriale su un campo {\displaystyle K}, generalmente indicata con il segno {\displaystyle +} nel modo seguente
{\displaystyle f(P,v)=P+v,}
tale che
1. per ogni punto {\displaystyle P} fissato, l'applicazione che associa al vettore {\displaystyle v} il punto {\displaystyle P+v} è una biiezione da {\displaystyle V} in {\displaystyle \mathbb {A} };
2. per ogni punto {\displaystyle P} in {\displaystyle \mathbb {A} } e ogni coppia di vettori {\displaystyle v,w} in {\displaystyle V} vale la relazione
{\displaystyle (P+v)+w=P+(v+w).}

Le due definizioni sono collegate dalla relazione
{\displaystyle P+{\overrightarrow {PQ}}=Q.}
Due elementi di questa relazione determinano il terzo. Ad esempio, {\displaystyle Q} è il punto raggiunto applicando il vettore {\displaystyle {\overrightarrow {PQ}}} a {\displaystyle P}, mentre {\displaystyle {\overrightarrow {PQ}}} è l'unico vettore che "collega" i due punti {\displaystyle P} e {\displaystyle Q}.

## Esempi

### Spazio vettoriale
Ogni spazio vettoriale {\displaystyle V} è esso stesso uno spazio affine, avente come spazio vettoriale associato {\displaystyle V} stesso.
{\displaystyle (V,\phi )} con la mappa {\displaystyle \phi } definita come
{\displaystyle \phi (v,w)=w-v.}
Mentre nella definizione alternativa la funzione {\displaystyle f} è la semplice somma fra vettori in {\displaystyle V}.

## Prime proprietà
Sia {\displaystyle \mathbb {A} } uno spazio affine associato a {\displaystyle V} {\displaystyle K}-spazio vettoriale, allora:
- {\displaystyle \forall P\in \mathbb {A} \;\;{\overrightarrow {PP}}=0;}
- {\displaystyle \forall P,Q\in \mathbb {A} \;\;{\overrightarrow {QP}}=-{\overrightarrow {PQ}}.}

## Riferimento affine
Come per gli spazi vettoriali dove è possibile avere una base dello spazio, in uno spazio affine {\displaystyle \mathbb {A} } si può considerare un riferimento affine, ovvero un insieme di punti {\displaystyle a_{0},\dots ,a_{k}} dello spazio affinemente indipendenti tali che la loro combinazione affine generi tutto lo spazio, ovvero {\displaystyle \mathrm {span} \{a_{0},\dots ,a_{k}\}=\mathbb {A} }.

## Sottospazi affini
Sia {\displaystyle (\mathbb {A} ,\phi )} uno spazio affine associato a {\displaystyle V} {\displaystyle K}-spazio vettoriale.
Un sottoinsieme {\displaystyle \varnothing \neq S\subseteq \mathbb {A} } si dice sottospazio affine se {\displaystyle \phi _{|(S\times S)}} induce uno spazio affine, ossia se {\displaystyle \mathrm {Im} (\phi _{|(S\times S)})} è un sottospazio vettoriale di {\displaystyle V}.
Si dimostra inoltre che {\displaystyle S\subseteq \mathbb {A} } è un sottospazio affine se e solo se è chiuso per combinazioni affini.
Un sottospazio affine {\displaystyle S} di {\displaystyle \mathbb {A} } è un sottoinsieme rappresentabile come:
{\displaystyle S=P+W=\{P+w\ |\ w\in W\},}
dove {\displaystyle P} è un punto fissato di {\displaystyle \mathbb {A} } e {\displaystyle W} è un sottospazio vettoriale di {\displaystyle V}.

### Giacitura
Lo stesso sottospazio può essere definito in varie forme diverse come {\displaystyle S=P+W}. 
In tutte queste rappresentazioni, {\displaystyle P} può variare (può essere un punto qualsiasi di {\displaystyle S}, a conferma che in geometria affine non ci sono "punti privilegiati"), ma {\displaystyle W} risulta essere sempre lo stesso: questo sottospazio di {\displaystyle V} è chiamato giacitura (o spazio direttore) di {\displaystyle S.}
La giacitura è definita intrinsecamente come
{\displaystyle \mathrm {Giac} (S)=\mathrm {Im} (\phi _{|(S\times S)})=\{{\overrightarrow {PQ}}\ |\ P,Q\in S\}.}
La dimensione di {\displaystyle S} è definita come la dimensione di {\displaystyle \mathrm {Giac} (S).}

### Sottospazio generato
Il sottospazio affine generato da alcuni punti {\displaystyle x_{1},\ldots ,x_{k}} in {\displaystyle A} è il più piccolo sottospazio che li contiene.

### Relazioni
Due sottospazi affini {\displaystyle S_{1},S_{2}} sono detti:
- incidenti se {\displaystyle S_{1}\cap S_{2}\neq \varnothing } ma nessuno dei due sottospazi contiene l'altro;
- paralleli se {\displaystyle \mathrm {Giac} (S_{1})\subseteq \mathrm {Giac} (S_{2})} oppure {\displaystyle \mathrm {Giac} (S_{1})\supseteq \mathrm {Giac} (S_{2});}
- sghembi se {\displaystyle S_{1}\cap S_{2}=\varnothing } e {\displaystyle \mathrm {Giac} (S_{1})\cap \mathrm {Giac} (S_{2})=\{0\};}
- esiste un altro caso che si presenta solo in spazi affini di dimensione 4 o superiore, ovvero quando i due sottospazi hanno intersezione vuota, nessuna delle due giaciture è contenuta nell'altra ma queste si intersecano in un sottospazio più grande dell'origine.

### Sottospazi affini in spazi vettoriali
Per quanto detto sopra, uno spazio vettoriale {\displaystyle V} è anche affine, e quindi si è definita anche la nozione di sottospazio affine di {\displaystyle V}: in questo caso, un sottospazio affine è il risultato di una traslazione di un sottospazio vettoriale {\displaystyle W} lungo il vettore {\displaystyle P}. 

### Formula di Grassmann
Per i sottospazi affini non vale la formula di Grassmann: questo è il prezzo da pagare per aver liberato i sottospazi dalla costrizione di passare per un punto privilegiato. La geometria proiettiva risolve questo problema (cioè recupera la formula di Grassmann) aggiungendo allo spazio dei "punti all'infinito".